# 氢氧化铀酰
氢氧化铀酰是铀的氢氧化物，化学式UO2(OH)2，可存在于水溶液里。水合氢氧化铀酰可由黄饼为原料制成。
氢氧化铀酰曾用于制造玻璃和陶瓷在玻璃相的着色，以及用于高温烧成的颜料的制备。玻璃中引入碱性铀酸盐会通过透射导致黄色出现，反射绿色；而且这些玻璃在紫外线下变得二向色性，且有荧光。
氢氧化铀酰可致畸，也有放射性。